# アニパンク
アニパンク（ANIPUNK）はアニメソングをパンク・ロックの演奏で歌うロックバンド。1997年、アニメタルがヒットしたファンハウスの井手コウジにプロデュースを依頼し結成された。
ボーカリストにはGERU-C閣下ことMC仁義（ZINGI）、ギタリストは井手コウジと元ブランニューモンキーズの今貴男などを起用し、1997年3月にシングル『アニパンク』をリリース。
その後、1997年10月にアルバム、シングルをリリースするもそれ以降は長らく活動していなかった。しかし、2002年に1997年アルバム発売を記念して行われたライブがCDとなって発売した。
アニメ・特撮に非常に造詣の深いメンバーがそろったためアニメタルや後発のアニテクノ、アニユーロよりも玄人好みの選曲になっている。
その後もしばらくリリース等の活動は無かったもののGERU-C閣下自身も参加しているクラブDJイベント日本語ロックナイトのメンバー、Higo-vicious（Bass）や卍リョウ卍（Drums）を中心に、アダチ（Guitar）・ジロー（Guitar）が加入し復活。
2009年6月24日新宿LOFTにて、LAUGHIN' NOSE 、THE CHERRY COKE＄、The SNEAKERS、大貫憲章と共演し、アルバム『アニパンク新録音盤：序』をリリース。その後もSOBUTとの関西（大阪・三重・滋賀）ツアーやLONDON NITE X'MAS SPECIAL’09、翌年にはパリで行われたJAPAN EXPO2010に出演するなど活動の幅をひろげる。
2012年2月4日名古屋 HUCK FINNのライブを最後に、アダチが脱退。
2013年2月20日にVictor Entertainmentより、アルバム『JAMP！』をリリースし、メジャーデビュー。
2015年10月31日SHIBUYA CLUB QUATTOROのライブから、新メンバーSiN（Guitar）が加入。
2025年5月にジローが脱退。
全国のライブハウスやクラブ等を拠点とし、現在も活動中。

## ディスコグラフィ
- シングル「アニパンク」（1997年3月21日）
- シングル「決戦のアニパンク」（1997年10月22日）
- アルバム「逆襲のアニパンク」（1997年10月22日）
- ライブアルバム　「アニパンクLIVE！」（2001年7月30日）
- アルバム「アニパンク新録音盤：序」（2009年6月24日）
- アルバム「JAMP!」（2013年2月20日）

## メンバー
- GERU-C閣下 Vocal
- Higo-vicious Bass
- 卍リョウ卍 Drums
- SiN Guitar